# Amadouvier

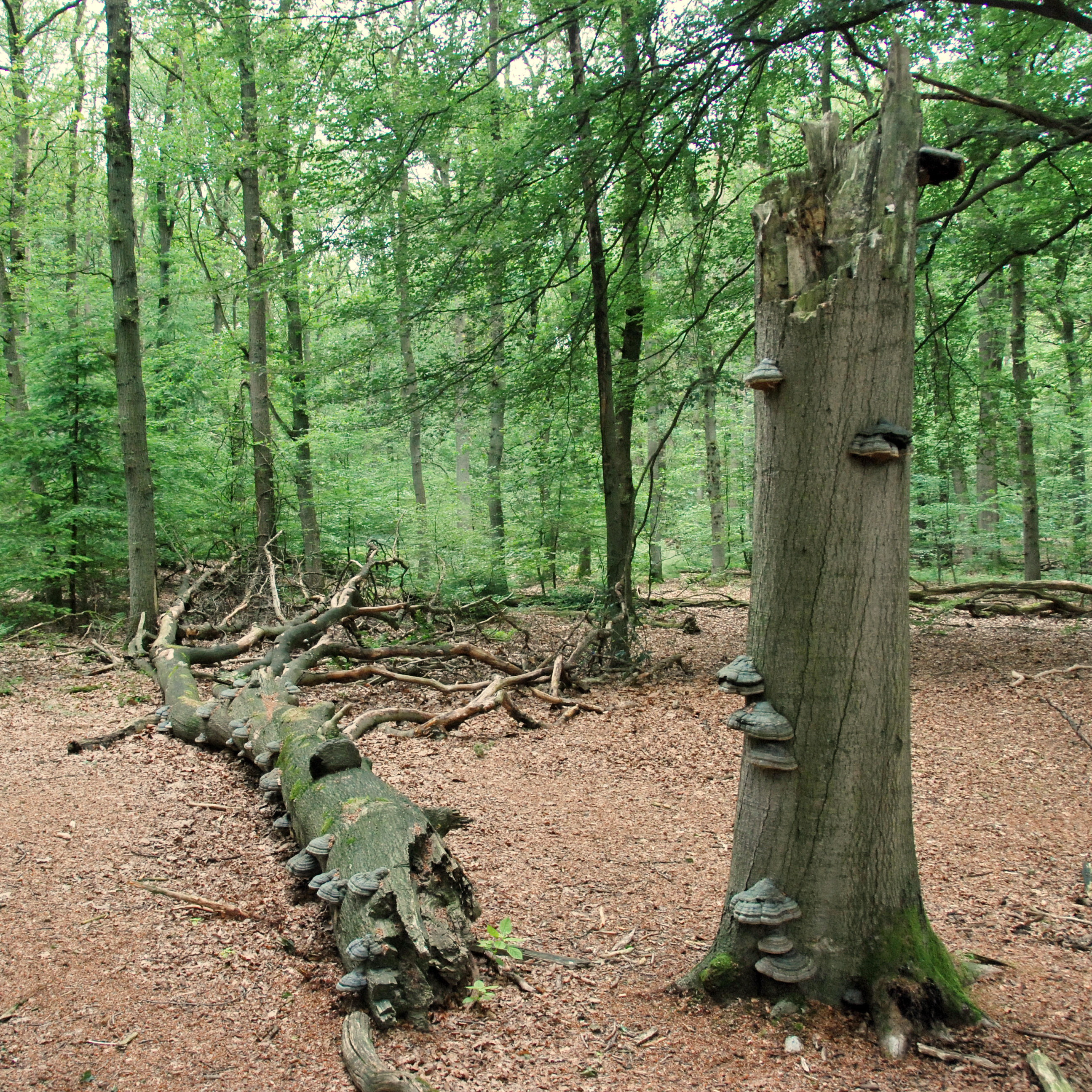
La présence de carpophores en console du Polypore amadouvier sur le volis et la chandelle d'un hêtre montre que l'arbre a été attaqué par ce champignon parasite nécrotrophe lignicole.

Fomes fomentarius
 (août 2023).
Espèce
Fomes fomentarius, l'amadouvier, aussi polypore allume-feu ou fomes allume-feu, est une espèce de champignons basidiomycètes lignicoles de la famille des Polyporaceae.

## Étymologie
Son nom français renvoie à l'amadou, mot d'origine provençale qui signifierait « amoureux », allusion à sa disposition à « s'enflammer ».
Le nom de genre vient du latin fomes, « amadou ». Il dérive, comme l'épithète spécifique fomentarius, du latin fomentum, lui-même issu de fovere, « chauffer », traduisant ses usages millénaires d'allume-feu.

## Description

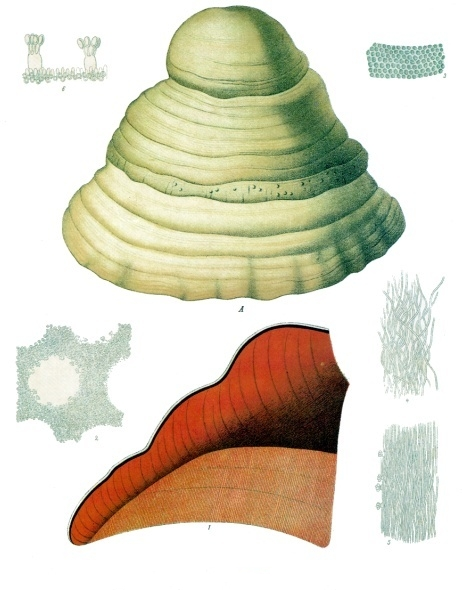
Fomes fomentarius

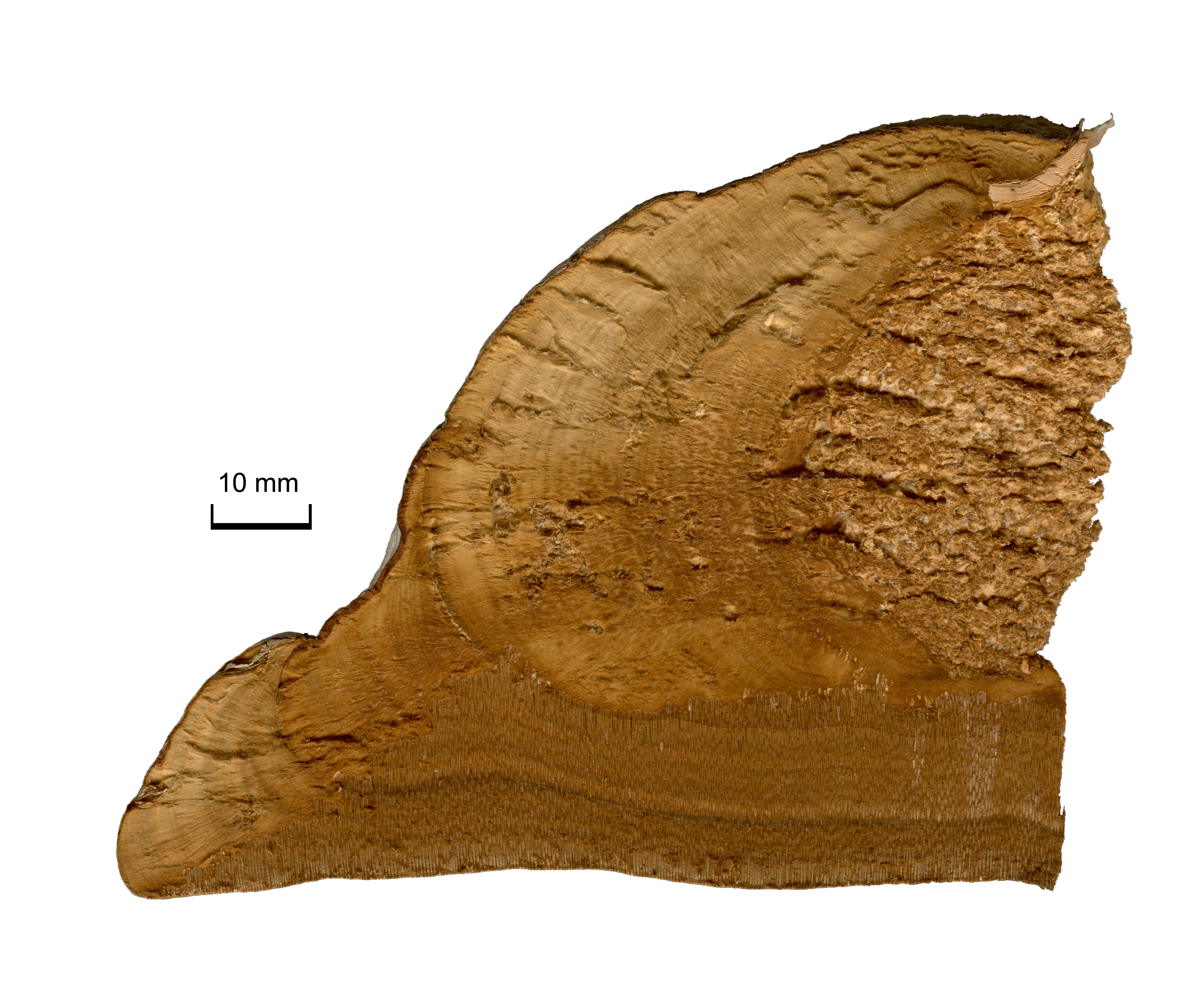
Coupe de Fomes fomentarius

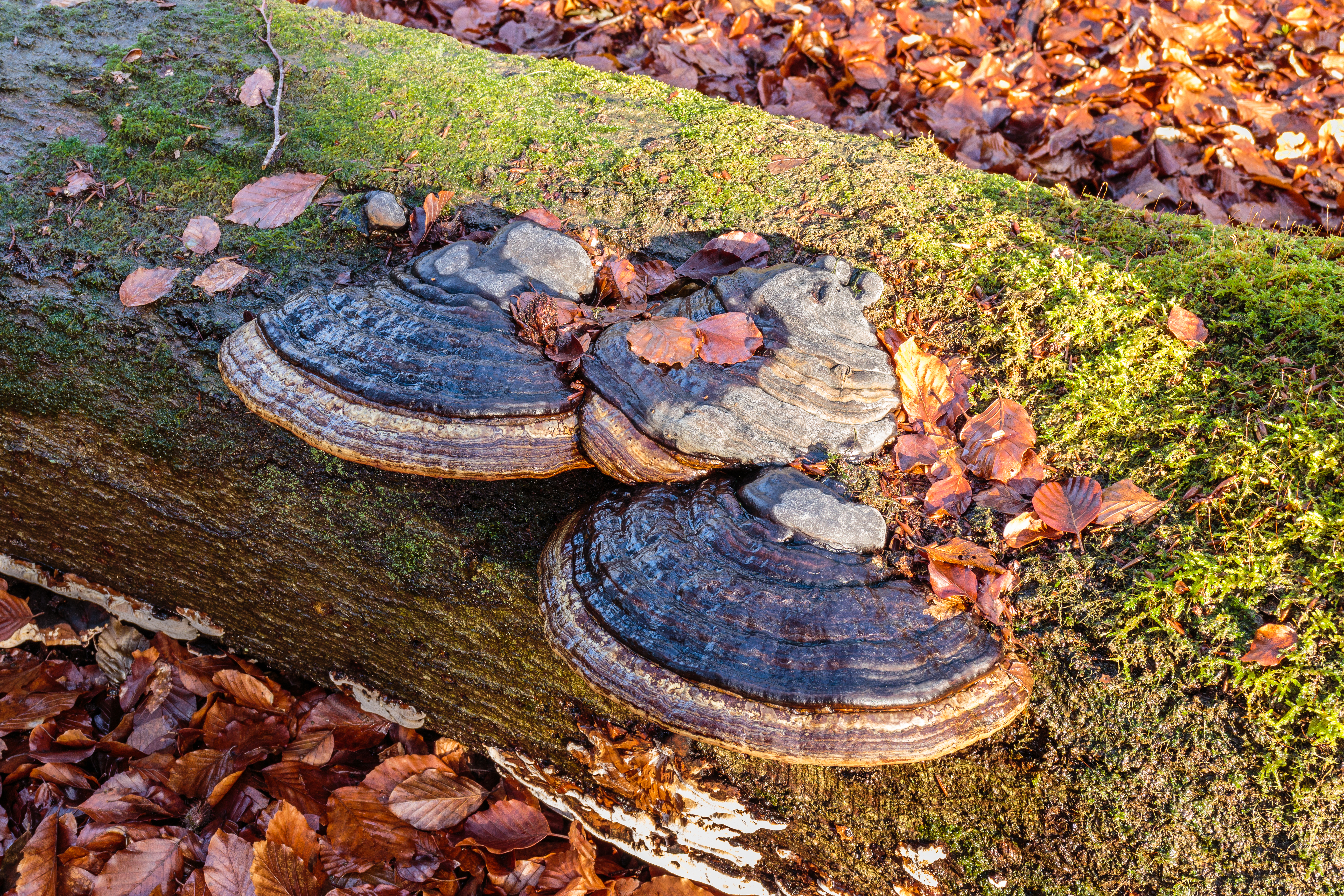
Un autre amadouvier, à Kroondomein Het Loo, au Veluwe, en Hollande. Décembre 2020.

Le chapeau, de 10 à 40, voire 50 cm de large, et de 10 à 20 cm d'épaisseur, en sabot de cheval, gris pâle, blanchissant, avec une marge crème à brun noisette est en réalité une concrétion de multiples chapeaux empilés les uns sous les autres. Ils sont ainsi gravés de sillons concentriques délimitant des bourrelets de taille croissante en allant vers la base, indiquant chaque nouvelle fructification. Les tubes sont longs, bruns et totalement stratifiés car, ici encore, à chaque poussée de ce champignon pérennant, une nouvelle couche de tubes recouvre la précédente. Les pores sont gris clair à noisette, petits, arrondis, environ 0,2 mm. La sporée est jaunâtre,,.
Il n'y a pas de pied, le champignon pousse en console. La chair est subéreuse, très difficile à couper, de couleur fauve à brun foncé. La croûte est épaisse, très coriace, gris noirâtre et brillante à la coupe. Les exemplaires frais dégagent une odeur de pomme.

## Habitat
C'est un redoutable parasite de divers feuillus : hêtre, platane, frêne, bouleau, peuplier, chêne, marronnier, copalme et autres. Il se fixe sur des arbres faibles ou blessés, produit une pourriture blanche et finit en quelques années par tuer son hôte.

## Usage médicinal et artisanal
L'amadouvier n'est pas comestible.
Connu depuis le Ve siècle av. J.-C., il a servi en médecine pour ses vertus cicatrisantes et hémostatiques. Il était cueilli autrefois pour la fabrication de liqueurs amères.
On tire de sa chair spongieuse l'amadou. Ce matériau combustible était utilisé comme allume-feu dès la Préhistoire (stock amassé au site néolithique de La Marmotta — Italie centrale, VIe millénaire av. EC —, « briquet préhistorique » identifié dans le sac du chasseur Ötzi vers 3200 av. EC) car il s'embrase facilement au contact des étincelles produites par la percussion de deux pierres. Cette pratique est également attestée en Chine impériale où l'amadou était employé pour allumer la poudre noire « des feux d’artifice et des arquebuses. Après broyage, on ajoutait du salpêtre (nitrate de potassium) et du chlorate de potassium. Il suffisait alors de générer une étincelle en percutant un silex contre une marcassite ou de la pyrite pour ranimer le feu couvant. Progressivement, les percuteurs en acier vont remplacer la pyrite du briquet à silex. Le briquet à silex a perduré en France jusqu’en 1914, avec des artisans « amadoueurs » en Gironde ainsi qu’à Niaux, dans l’Ariège ».
Il sert aussi à absorber l'humidité, notamment pour sécher les mouches utilisées pour la pêche à la mouche, ou bien à fabriquer une sorte de cuir végétal,,.
Selon Buller et Ainsworth, la première mention historique de l'amadou date du Ve siècle av. J.-C., dans les écrits du médecin grec Hippocrate qui l'utilisait pour pratiquer des cautérisations. Un morceau d'amadou (provenant très vraisemblablement d'un carpophore de Fomes fomentarius) était enflammé et placé sur la peau, proche d'une blessure à cautériser. Cet usage a survécu jusqu'au XIXe siècle en Laponie, au Japon et au Népal (où cette pratique porte le nom de moxibustion, et la mèche que l'on applique sur la peau s'appelle moxa, nom provenant du japonais mogusa, qui désigne une armoise servant également à préparer des cautères).
Jusqu'au XIXe siècle, les jeunes amadouviers étaient ramollis par un séjour plus ou moins long dans une cave ou un lieu frais, dépouillés de leur écorce, coupés en tranches minces et battus au maillet, avant d'être séchés afin d'obtenir une masse feutrée servant d'hémostatique non astringent pour arrêter les hémorragies légères. D'où son appellation agaric des chirurgiens ou d'amadou des chirurgiens appliqué directement sur les plaies par exemple lors de la guerre de 1870.

## Ethnomycologie
Curieusement, au Japon, c'est le polypore soufré qui servait d'allume-feu : Laetiporus sulfureus (Bull. : Fr.) Murrill, var. miniatus (Junghuhn) Imaz, nom scientifique japonais : Masu-take, 鱒茸, マスタケ, « champignon truite ».
Avant de devenir le nom national de l'espèce, c'était l'appellation commune dans la préfecture de Niigata.
- Aikawa-take, 藍皮茸, アイカワタケ, « champignon de cuir ».
- Akanbō, 赤ん坊, アカンボウ (Yamagata), « (pt'it rougeaud), bébé ».

- Fukuchi, フクチ (Yamagata), Fukuji フクジ (Fukushima, Aomori), Hoguchi ホグチ (Akita), sont autant d'altérations patoisantes de l'allume-feu : 火口 (Hokoutchi) [Hokuchi] ホクチ, « amadou ».
- Hi-goke, 火木毛, ヒゴケ (Gifu, Aichi) , « Champignon à feu ».
- Hokuchi-kinoko (Iwate), Hokuchi-take (Gifu). 火口木の子, 火口茸, ホクチキノコ, ホクチタケ, « amadouvier ». Ce nom figure dans le Shinyō Kinpu de Tchikan Itchioka (« Atlas illustré des champignons de la région de Shinyō » [partie de Nagano]) de 1799, ainsi que dans la révision de 1861 du Shijifu (« Traité des champignons »), par Kōken (Jakousō) Yoshida.

Jusque vers 1960, des champignons étaient encore utilisés comme allume-feu dans diverses régions de l'archipel. Le plus communément utilisé est le polypore soufré et sa variété, ou plus rarement Tyromyces sambuceus. Par contre, le traditionnel amadouvier d'Europe et de Sibérie, Fomes fomentarius, pourtant pas rare au Japon, n'est pratiquement jamais mentionné comme allume-feu.

## Symbolique

### Calendrier républicain
- Dans le calendrier républicain, l'Amadouvier était le nom attribué au 7e jour du mois de pluviôse[20].